# Ралли Бразилии
Ралли Бразилии (порт. Rali do Brasil) — раллийное гоночное мероприятие проходящее в Южной Америке. В настоящее время этап чемпионата Южной Америки по ралли (SARC), входило в календарь чемпионата мира по ралли в 1981 и 1982 годах. Позже организаторы неоднократно планировали вернуть этап в календарь чемпионата мира по ралли, но безуспешно.
Первое Ралли Бразилии было проведено в 1979 году и его выиграл финн Маркку Ален на Fiat 131 Abarth, а вторым был Вальтер Рёрль. В 1981 году соревнование вошло в календарь чемпионата мира, но не учитывалось в зачёте производителей в том сезоне, так как в то время только 10 из 12 этапов шли в данный зачёт, а в зачёте пилотов считались все результаты. Победу одержал экипаж в составе Ари Ватанена и Дэвида Ричардса (в будущем известного спортивного функционера, недолгое время даже возглавлявшего и чемпионат мира по ралли). А штурманом пришедшего вторым Ги Фреклена был другой влиятельный в будущем автоспортивный руководитель - француз Жан Тодт, президент Международной автомобильной федерации с 2009 года.
В следующем году проведение бразильского этапа было омрачено организационными ошибками и временами чрезмерно сложными спецучастками: в результате до финиша добрались лишь пять экипажей, а Мишель Мутон одержала свою четвертую и последнюю победу на мировом первенстве.

## Победители и призёры 1981-82
| Ралли Бразилии 1981 (6-8 Августа)   | 20 СУ 714 км Гравий | 1 | Ари Ватанен Дэвид Ричардс         | Ford Escort RS1800   | 9:39:40  |  |  |
| Ралли Бразилии 1981 (6-8 Августа)   | 20 СУ 714 км Гравий | 2 | Ги Фреклен Жан Тодт               | Talbot Sunbeam Lotus | 9:48:11  |  |  |
| Ралли Бразилии 1981 (6-8 Августа)   | 20 СУ 714 км Гравий | 3 | Доминго Де Витта Даниэль Муцио    | Ford Escort RS       | 10:19:46 |  |  |
|                                     |                     |   |                                   |                      |          |  |  |
| Ралли Бразилии 1982 (11-14 Августа) | 29 СУ 706 км Гравий | 1 | Мишель Мутон Фабриция Понс        | Audi Quattro         | 8:16:24  |  |  |
| Ралли Бразилии 1982 (11-14 Августа) | 29 СУ 706 км Гравий | 2 | Вальтер Рёрль Кристиан Гейсдорфер | Opel Ascona 400      | 8:51:49  |  |  |
| Ралли Бразилии 1982 (11-14 Августа) | 29 СУ 706 км Гравий | 3 | Доминго де Витта Даниэль Муцио    | Ford Escort 1.6      | 10:15:30 |  |  |